# 白水湖管理处
白水湖管理处是中华人民共和国江西省南昌市青山湖区（由南昌经济技术开发区代管）下辖的一个乡镇级行政单位。

## 历史沿革
2009年时管辖的枫林村、蛟桥村、双港村、鸡山村、北山村以及港口村均由蛟桥镇划来。
2009年5月16日将新建县乐化镇中联村、瓜洲村、郭台村、天源村以及樵舍镇南坊村、黄堂村给南昌经济技术开发区白水湖管理处代管。
2011年上述6个代管村中4个村正式归白水湖管理处管辖，而郭台村、天源村正式归冠山管理处。
2013年将白水湖管理处的枫林村划给冠山管理处管辖。

## 行政区划
白水湖管理处下辖以下地区：
南齿社区、鑫港社区、金港社会社区、华东交大家委会、枫林村、港口村、双港村、鸡山村、北山村、蛟桥村、黄堂村、南坊村、中联村和瓜洲村。